# Karl von Adolph Morlot
Karl von Adolph Morlot conegut també com a Adolphe Morlot (22 de març de 1820 - 10 de febrer de 1867) va ser un geòleg i arqueòleg suís.
Era el fill de Constance Ingleby i del metge bernès Markus Theodor von Morlot. Va estudiar geologia i matemàtica entre d'altres a la Universitat de Berna. Exercí de professor de geologia a l'Acadèmia de Lausana. També va ser conservador del Museu Arqueològic de Berna.
L'hivern de 1853-1854, quan el nivell del llac de Lausana va baixar, es van posar al descobert restes de construccions en forma de palafits. Morlot en va resumir les troballes i va concloure que es podia reconstruir el passat de la humanitat mitjançant la geologia.
Durant els anys 1856 a 1866 es va escavar una trinxera al costat del llac Leman per a la construcció del ferrocarril. Aquestes obres van deixar al descobert restes humanes de l'edat del Bronze i neolítiques que Morlot va datar mitjançant càlculs basats en l'estatigrafia per primera vegada de manera absoluta.
El seu concepte del desenvolupament de la història és clarament evolucionista i progressista i es va interessar molt per l'aplicació de l'etnologia a la ciència de la prehistòria. Va mantenir correspondència amb Charles Darwin.
Morlot va encunyar el terme quaternari en el sentit modern del mot.
Va llegar el seu crani a l'Institut d'Anatomia de Berna que encara el conserva. Va ser sebollit al cementiri Rosengartenfriedhof de Berna.